# Dolomiti di Fiemme

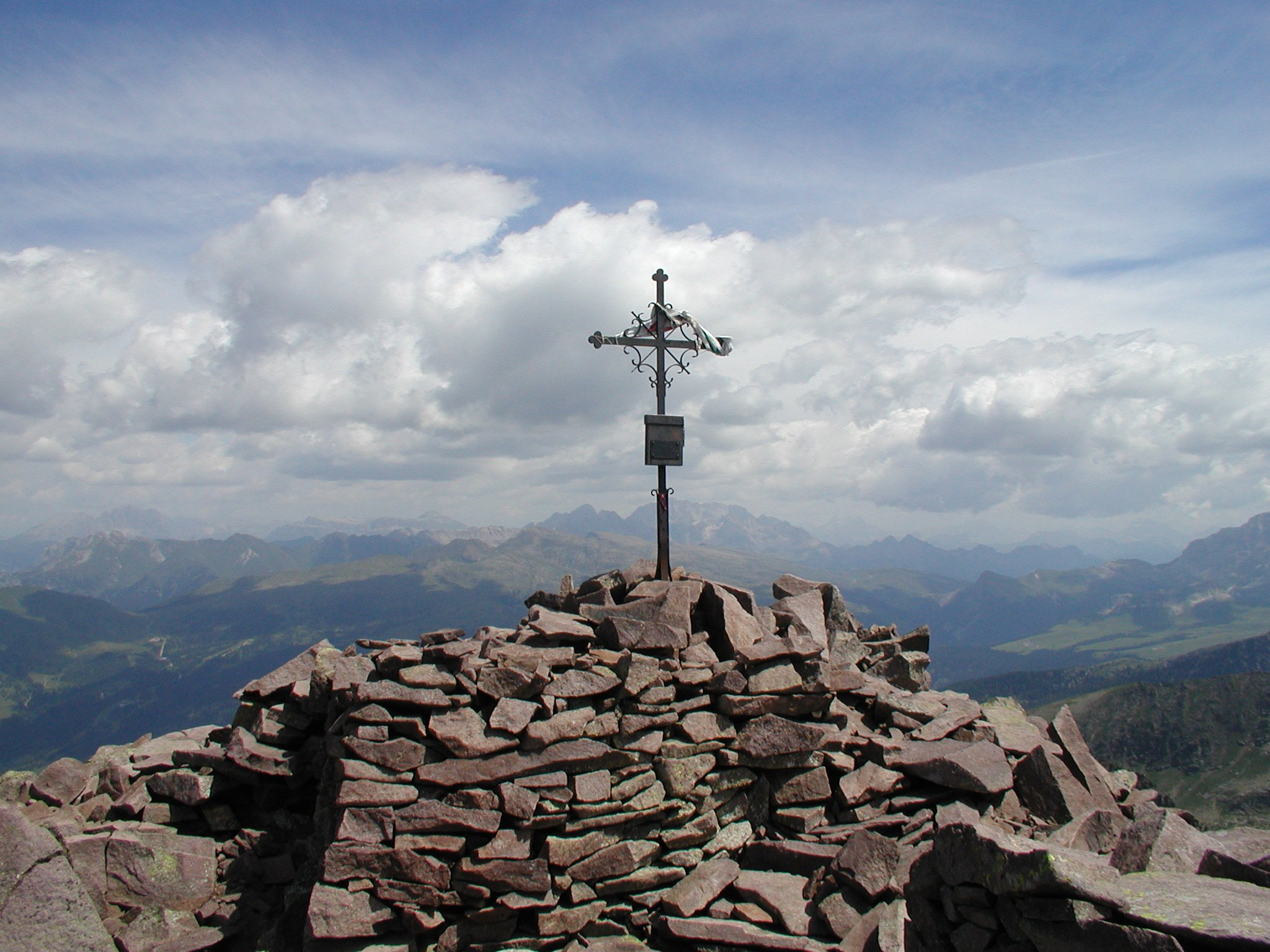
Cima Cece

Dolomiti di Fiemme, Fleimstaler Alpen – pasmo górskie w Alpach Wschodnich. Leży na terenie regionu Trydent-Górna Adyga w północnych Włoszech. Najwyższym szczytem jest Cima d’Asta (włoska nazwa sugeruje położenie nad doliną Val di Fiemme,  a najwyższy szczyt nad nią nie leży).

## Topografia
Grupa górska Dolomiti di Fiemme leży we włoskiej części Alp Wschodnich, w regionie Trydent-Górna Adyga. Większość obszaru pasma znajduje się w prowincji Trydent, mniejsza część – w Tyrolu Południowym.

### AVE
|  | Podział Alp Wschodnich według Alpenverein wyodrębnia Fleimstaler Alpen jako samodzielną jednostkę (nr AVE 53), część Südliche Ostalpen. |

Pasmo graniczy z: Sarntaler Alpen na północy, Dolomitami na wschodzie, Prealpi Vicentine na południu, Prealpi Gardesane na południowym zachodzie oraz Dolomiti di Brenta i Alpi della Val di Non na zachodzie. Na północy na granicy grupy znajduje się miasto Bolzano, na wschodzie – Predazzo, a na południowym zachodzie – Trydent.
 

### SOIUSA
|  | Według włoskiego podziału Alp pasmo Dolomiti di Fiemme (kod SOIUSA = II/C-31.V) stanowi podgrupę (sottosezione) Dolomitów. |

## Najwyższe szczyty
| - Cima d’Asta (2847 m), - Torri di Latemar (2814 m), - Cimon del Latemar (2812 m), - Torre Christomannos (2800 m), - Pajon (2800 m), - Schenon (2800 m), - Cornon (2781 m), - Cima Cece (2754 m), |  | - Cima Valsorda (2752 m), - Monte Cauriol (2494 m), - Corno Nero (2439 m), - Monte Agnello (2357 m), - Corno Bianco (2317 m), - Alpe Cermis (2226 m), - Pelenzana (2161 m), - Dos Capel (2100 m). |  |